# Jasmon (Musik)
Jasmon ist ein Musikprojekt der Brüder Roland und Daniel Voss. Der Musikstil der Gruppe bewegt sich zwischen Lounge, Ambient, Downbeat, Trip-Hop, Weltmusik und Drum and Bass.

## Geschichte
Jasmon wurde im Jahr 2001 von Roland Voss, alias Lemongrass, gegründet. Die erste Veröffentlichung war das Album Spacecake unter dem Projektnamen Genetic Drugs & Jasmon – eine Zusammenarbeit mit dem Berliner Radio-DJ und Musiker Genetic Drugs. Auf diesem Album wurden die zahlreichen Klangaufnahmen, die Genetic Drugs auf seinen Indien- und Afrikareisen gesammelt hatte, in Zusammenhang mit moderner elektronischer Musik gebracht. Als Stargast war der ägyptische Sänger und Schauspieler Mohamed Mounir nach Berlin gekommen und hat zwei Lieder zu dem Album beigesteuert. Es erschien 2001 auf dem Label Blue Flame.
Im Herbst 2003 erschien bei dem Frankfurter Label Peacelounge Recordings das Debütalbum Gentle Flowers, von dem mehrere Beiträge auf angesehenen Kompilationen wie World Lounge (Putumayo) oder Sahara Lounge – ebenfalls Putumayo – übernommen wurden. Gastmusiker auf Gentle Flowers sind der Sänger Mohamed Mounir, Alain Nkossi Konda und der algerische Sänger Djamel Laroussi.
Anfang 2005 brachten Jasmon mit dem Album Cosmic Trigger ihren zweiten Longplayer heraus. Es erschien im selben Jahr auch auf dem japanischen Markt sowie in Russland auf dem Label Landy Star.
2005 gründeten Roland Voss und sein Bruder Daniel das Label Lemongrassmusic, um ihre Musikprojekte selbst produzieren und vermarkten zu können. Das Nachfolgealbum Hammock Dreams erschien 2007 auf Lemongrassmusic.

## Diskografie

### Studioalben
- 2001: Spacecake (Blue Flame)
- 2003: Gentle Flowers (Peacelounge Recordings/Receptortune)
- 2005: Cosmic Trigger (Receptortune/Mediaphon-Madacy)
- 2007: Hammock Dreams (Lemongrassmusic)
- 2012: Shangri-La (Lemongrassmusic)
- 2015: From Orient To Occident (Lemongrassmusic)